# Caligus olsoni
Caligus olsoni är en kräftdjursart som beskrevs av Arthur Sperry Pearse 1953. Caligus olsoni ingår i släktet Caligus och familjen Caligidae. Inga underarter finns listade i Catalogue of Life.